# 国道189号

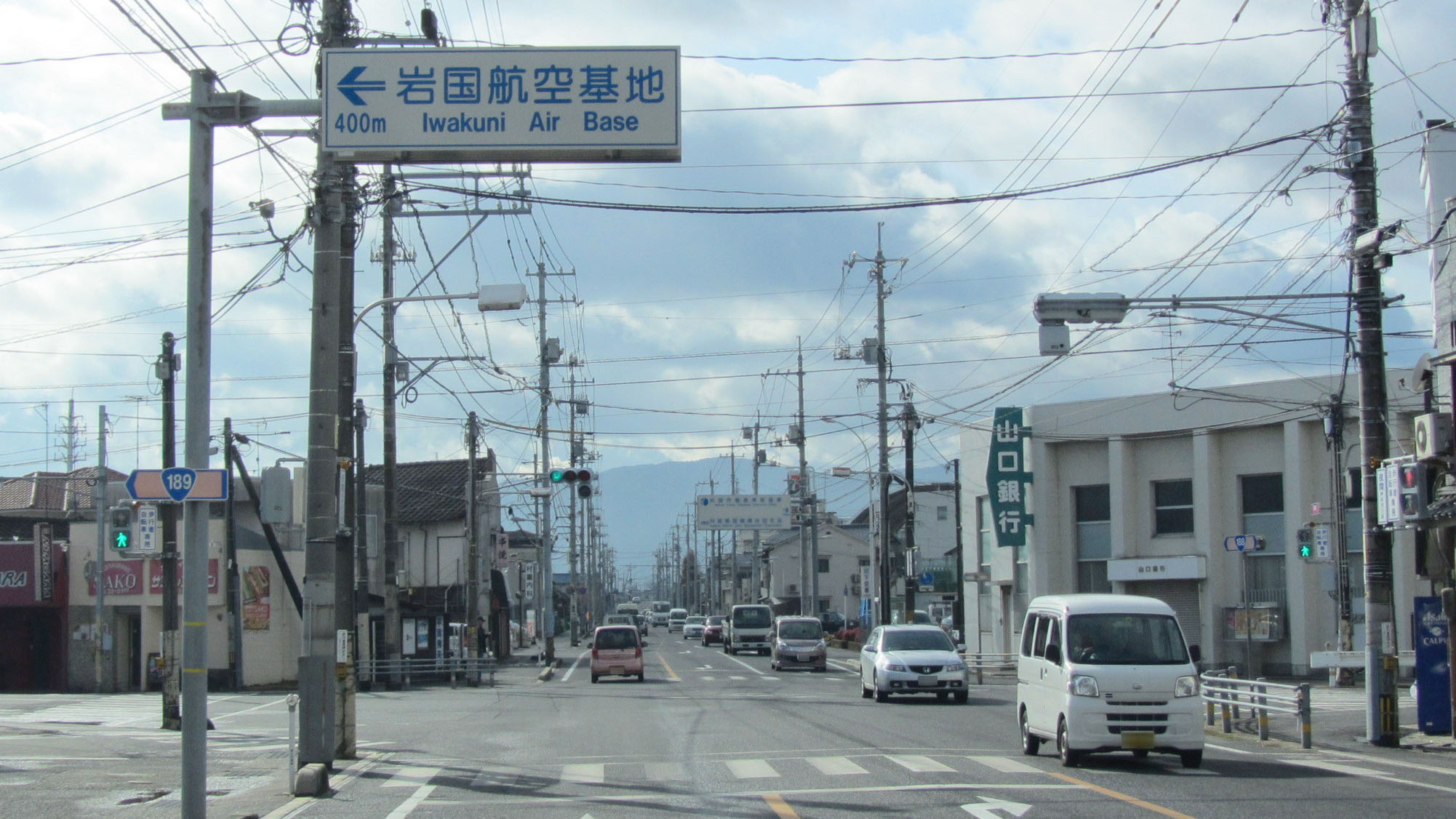
国道188号（重複区間）からの分岐
山口県岩国市 岩国空港入口交差点

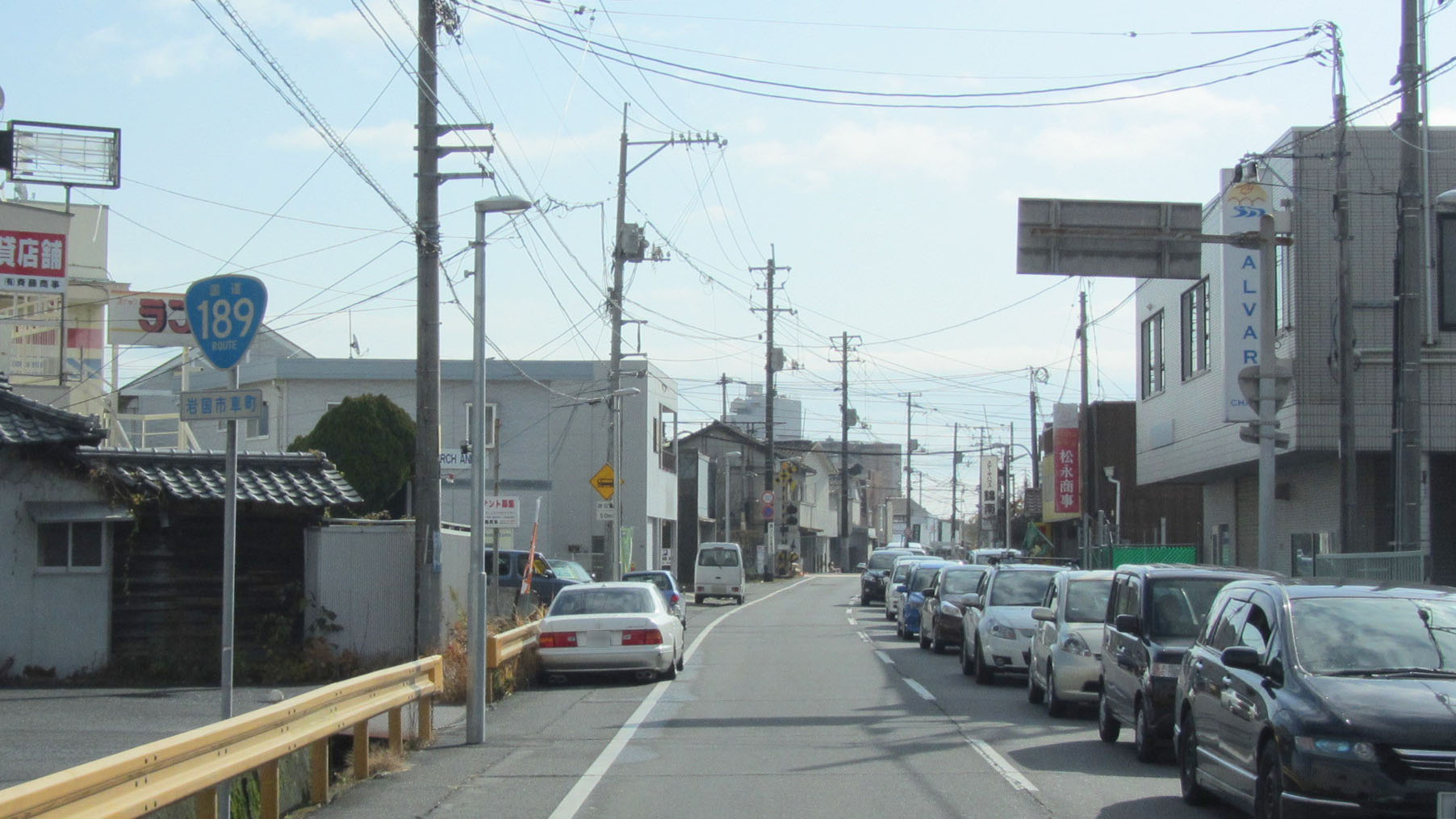
国道189号 山口県岩国市車町

国道189号（こくどう189ごう）は、山口県岩国市の岩国空港から国道2号に至る一般国道である。総延長が日本で2番目に短い国道である。

## 概要
山口県岩国市にある岩国飛行場の正門前から北上して、同市麻里布町1丁目の国道2号交点（立石交差点）とを結ぶ、延長約0.4 kmの一般国道の路線で、いわゆる「港国道」のひとつに数えられる。起点となる岩国空港（岩国飛行場）は、事実上アメリカ軍の管理下（海上自衛隊と共用）に置かれており、全国で唯一の在日米軍基地を起点とする国道である。かつて、本国道指定当時（1953年（昭和28年））から広島空港が開設されるまでのあいだ、岩国空港は民間機が発着する民間の国際空港であり、昭和28年建設省告示第878号で指定された、道路法第6条第1項第3号に規定される「建設大臣が指定する重要な飛行場」は当時国際線が発着していた羽田飛行場と岩国飛行場のみであった。
総延長2.9 kmのうち2.5 kmが国道188号との重用区間であるため、単独区間の実延長は起点から国道188号交点までの360 mであり、実延長としては国道174号に次ぐ日本で2番目に短い国道とされる。
なお、岩国飛行場の民間空港エリア（岩国錦帯橋空港）へのアクセスは2012年（平成24年）3月30日に認定された山口県道110号岩国錦帯橋空港線が担うため、国道189号はアクセス経路として案内されない。

### 路線データ
一般国道の路線を指定する政令に基づく起終点および重要な経過地は次のとおり。
- 起点：岩国空港（岩国市車町三丁目1010の1地先[8]）
- 終点：岩国市麻里布町一丁目（岩国市麻里布町一丁目13番6[注釈 4]、立石交差点 = 国道2号交点、国道187号・国道188号起点）
- 重要な経過地：なし
- 総延長 : 0.4 km[9][注釈 5]
- 重用延長 : なし[9][注釈 5]
- 未供用延長 : なし[9][注釈 5]
- 実延長 : 0.4 km[9][注釈 5]
  - 現道 : 0.4 km[9][注釈 5]
  - 旧道 : なし[9][注釈 5]
  - 新道 : なし[9][注釈 5]
- 指定区間：国道188号と重複する区間（岩国市・岩国空港入口交差点 - 立石交差点（終点））[10]

## 歴史
岩国飛行場に通じる道路は、旧大日本帝国海軍基地から在日米軍基地、さらに軍民共用空港へ通じる道としてさまざまな変転を経てきた。
この道路が最初に国道指定されたのは1953年（昭和28年）のことで、二級国道の路線のひとつ「二級国道189号岩国空港線」として指定されていた。この当時の岩国飛行場（岩国空港）は、羽田空港とならび日本国内でただ二つしかなかった西日本を代表する国際空港で、飛行場自体は米軍に接収されていたが民間機も発着していた。岩国飛行場における米軍の主導権は年々強まってゆき、ついに1964年（昭和39年）をもって民間機の発着は行わなくなり、飛行場への一般民間人の自由な立ち入りはできなくなった。
かつて国道189号起点所在地は、この一般民間人が立ち入ることができない米軍岩国基地の敷地内にあり、正門奥にある国旗が掲揚される掲揚台の位置にあったというのが通説であった。道路維持管理上の課題が積み残された状況が長年続いて来ていたが、2010年（平成22年）になって山口県から道路区域変更の告示が出され、国道189号の岩国基地の正門前に改められた。これによって、国道189号の立ち入り禁止区域は消滅し、全線にわたって一般人が通行できる国道になった。
2012年（平成24年）には、岩国飛行場に48年ぶりに民間機の発着ができるようになり、岩国錦帯橋空港ターミナルは岩国飛行場の北端につくられたが、国道189号の道路区域変更がなされることはなく、在来どおり在日米軍岩国基地に通じる道路のままであるところから、空港を利用する一般民間人にとっては「港国道」としての利用価値がなく役立っていない。

### 年表
- 1953年（昭和28年）5月18日 - 二級国道189号岩国空港線（岩国空港 - 岩国市大字麻里布町）として指定施行[15]。
- 1965年（昭和40年）4月1日 - 道路法改正により一級・二級区分が廃止されて一般国道189号（岩国空港 - 岩国市麻里布町一丁目）として指定施行[7]。
- 2010年（平成22年）2月2日 - 起点が岩国市三角町二丁目（岩国空港敷地内）から岩国市車町三丁目（岩国空港正門前）に変更され、延長が12.5 m短縮される[8]。

## 路線状況
岩国空港入口交差点（岩国市車町2丁目）から終点・国道2号交点（同市麻里布町1丁目・立石交差点）までは、国道188号と重複しており、この重複区間（重用区間）には国道189号を示す案内標識類は一切ない。国道189号を含むいわゆる「港国道」では、旧一級国道（2桁までの国道）と結ばれなければならないという規定があるため、そのつじつま合わせのための重複区間であるとの推測がある。
単独区間は片側1車線の整備済み区間ながら、歩道は終点付近の一部にしか設置されていない。延長360mであるが、途中に鉄道との平面交差が1箇所（山陽本線 川下踏切）ある。

### 重複区間
- 国道188号（岩国市車町2丁目・岩国空港入口交差点 - 岩国市麻里布町1丁目・立石交差点（終点））

## 地理

### 通過する自治体
- 山口県
  - 岩国市

### 交差する道路
| 交差する道路                             | 交差する場所  | 交差する場所       |
| ---------------------------------------- | ------------- | ------------------ |
| 国道188号 重複区間起点                   | 車町2丁目     | 岩国空港入口交差点 |
| 山口県道50号岩国停車場線                 | 麻里布町1丁目 | 岩国駅前交差点     |
| 国道2号 国道187号 国道188号 重複区間終点 | 麻里布町1丁目 | 立石交差点 / 終点  |

### 交差する鉄道
- 山陽本線